# Цейлонская куфия
Цейлонская куфия (лат. Trimeresurus trigonocephalus) — ядовитая змея подсемейства ямкоголовых семейства гадюковых. Эндемик острова Шри-Ланка.
Общая длина достигает 60—75 см. Голова широкая, плоская, резко треугольная, с заострённой мордой, покрытая мелкими щеточками неправильной формы. Шея резко сужена, так что передняя часть тела напоминает копье. Туловище стройное с гладкой или слабо килеватой чешуёй, которая образует 17—19 рядов вокруг середины туловища. Хвост цепкий.
Окраска зеленоватая с тёмными, обычно чёрными пятнами или линиями. По хребту может проходить жёлтая полоса. Брюхо желтовато-зелёное или серое.
Любит дождевые леса, луга, плантации. Значительное время проводит на деревьях. Встречается на высоте от 153 до 1075 м над уровнем моря. Активна ночью. Питается ящерицами, лягушками и крысами.
Живородящая змея. Самка рождает от 5 до 25 детёнышей длиной 20—25 см.
Яд имеет умеренную токсичность. В результате укуса возникает опухоль, появляется боль, которые проходят в течение нескольких дней. Иногда яд этой змеи может вызвать почечную недостаточность и сердечную дисфункцию.